# Odontodes metamelaenella
Odontodes metamelaenella är en fjärilsart som beskrevs av Embrik Strand 1917. Odontodes metamelaenella ingår i släktet Odontodes och familjen nattflyn. Inga underarter finns listade i Catalogue of Life.